# Порт-Судан
Порт-Суда́н (араб. بورتسودان‎, Būr Sūdān, англ. Port Sudan) — город-порт на Красном море, расположен на северо-востоке Судана, административный центр провинции Красное Море, второй по размеру город Судана после агломерации Хартума, а также единственный морской порт этого государства. Через Порт-Судан проходит большая часть экспорта страны: хлопок, живой скот, шерсть и кожа, гуммиарабик. В городе есть международный аэропорт.

## История
Город был основан британскими властями в 1905 году как новый глубоководный порт вместо древнего города Суакин, расположенного южнее, гавань которого заросла кораллами.
В 1906 году было открыто железнодорожное сообщение по линии Порт-Судан — Атбара.
Окраины современного Порт-Судана незаконно застраиваются поселениями беженцев.

## Географическое положение и коммуникации
Порт-Судан расположен на западном побережье Красного моря на прибрежной низменности. Высота центра НП составляет 62 метра над уровнем моря.
Порт-Судан — это крупный транспортно-логистический узел. Город является начальным пунктом железнодорожной линии Порт-Судан — Хайя — Атбара — Хартум. От Порт-Судана начинается автодорога на юго-запад (Суакин — Атбара — Хартум), которая связывает город с внутренними районами страны, а также автодорога на северо-запад (на Хургаду — Каир, Египет). Через город осуществляются морские и воздушные грузовые и пассажирские перевозки.

## Климат
Для Порт-Судана характерен тропический сухой (пустынный) климат. Средняя температура августа (самого жаркого месяца) +34.5, в феврале снижается до +23.0. Осадки выпадают редко, половина годовой нормы приходится на ноябрь.
| Показатель                    | Янв. | Фев. | Март | Апр. | Май  | Июнь | Июль | Авг. | Сен. | Окт. | Нояб. | Дек. | Год  |
| ----------------------------- | ---- | ---- | ---- | ---- | ---- | ---- | ---- | ---- | ---- | ---- | ----- | ---- | ---- |
| Средний суточный максимум, °C | 26,8 | 27,0 | 28,8 | 31,4 | 35,0 | 38,5 | 40,1 | 40,2 | 37,4 | 33,4 | 30,8  | 28,8 | 33,2 |
| Средняя температура, °C       | 23,3 | 23,0 | 24,3 | 26,5 | 29,3 | 32,2 | 34,3 | 34,5 | 32,1 | 29,3 | 27,3  | 24,7 | 28,4 |
| Средний суточный минимум, °C  | 19,7 | 19,0 | 19,9 | 21,6 | 23,7 | 25,9 | 28,2 | 28,9 | 26,8 | 25,3 | 23,8  | 21,3 | 23,7 |
| Норма осадков, мм             | 7,2  | 0,9  | 0,9  | 1,7  | 1,1  | 0,2  | 3,8  | 1,4  | 0,0  | 13,9 | 35,0  | 10,0 | 75,9 |

## Экономика
Основой городской экономики является обслуживание портового хозяйства. Годовой грузооборот порта составляет около 6 млн т (2010), в том числе 439 тыс. контейнеров ДФЭ. Вывозится в основном продукция сельского хозяйства: хлопок, гуммиарабик, кунжут, арахис, сырьё для кожевенной промышленности и др. Также экспортируются нефть и нефтепродукты, поступающие по нефтепроводу Хеглиг — Хартум — Порт-Судан с месторождений на юге страны и из Южного Судана. Импортируются машины и оборудование, стройматериалы и др. В Порт-Судане находятся офисы Корпорации морских портов Судана, судоходных компаний, международной компании «National Inspection and Survey Office» (проведение экспертизы грузов).
Важную роль в экономике города играют работающие предприятия пищевой (производство муки, кунжутного масла, переработка рыбы и др.) и металлообрабатывающей промышленности. Функционируют нефтеперерабатывающие заводы и заводы по выпуску асфальтобетонных смесей. В доках порта производится судоремонт. Работает тепловая электростанция и станция по опреснению морской воды. В кустарных мастерских изготавливается сувенирная продукция (изделия из морских раковин и др.).
Большое значение имеет оказание административных и деловых услуг. Развиваются туристический бизнес и сопутствующая ему инфраструктура. Основные виды туризма — спортивно-оздоровительный, рекреационный (пляжный отдых, дайвинг). Кроме того, Порт-Судан является важным транзитным пунктом для паломников в Саудовскую Аравию. Начиная с 2007 года каждый сезон проводится Фестиваль туризма и маркетинга вилайи Красное Море.
На морском побережье вблизи Порт-Судана производится добыча морской соли, функционируют хозяйства по разведению креветок.

## Образование, культура и спорт
В Порт-Судане с 1994 года работает Университет вилайи Красное Море. В его составе — Институт морских исследований, Центр изучения культуры народа беджа. В городе расположена Государственная публичная библиотека.
В городе имеется спортивная арена «Стадион Порт-Судан» на 13 тыс. мест, на которой выступают два местных футбольных клуба.

## Демография
Население города по годам:
| 1973    | 1983    | 1993    | 2010    |
| ------- | ------- | ------- | ------- |
| 132 632 | 209 938 | 305 385 | 579 942 |

## Достопримечательности
В городе сохранились отдельные здания, построенные в колониальном стиле (в том числе дом губернатора, почтамт, торговые ряды), мечеть шейха Алама, Большая мечеть.